# Телевизионная комедия
Телевизионная комедия — вид развлекательных телепередач, основой которых является юмор. Эта категория вещания присутствует с первых дней появления телевидения. Аналитики отмечают большое влияние телевизионной комедии на культуру, формирование социальных норм и взглядов общества..

## Жанры

### Ситком
Ситуационная комедия, или ситком, стала одним из наиболее часто просматриваемых видов телевизионной комедии. Как следует из названия, в этих программах есть повторяющиеся персонажи, помещённые в юмористические ситуации. Первым телевизионным ситкомом был британский фильм «Прогресс Пинрайта», десять эпизодов транслировались раз в две недели с ноября 1946 года по май 1947 года. С начала 1950-х годов, с шоу, включая «Полчаса Хэнкока» и «Я люблю Люси», ситкомы стали более заметными среди телезрителей. «Я люблю Люси» была популярна в рейтингах аудитории Нильсена, возглавив чарты просмотра за четыре из шести лет в эфире. Ситкомы часто изображают комедийные моменты через смех аудитории, либо через живую аудиторию, либо через смех. Они почти всегда длиннее чем полчаса, и в некоторых случаях они будут сниматься с использованием нескольких камер. Ситкомы редко представляются как реалистичные изображения жизни, но они могут генерировать честный юмор через отношения между персонажами и их развитие.

### Импровизационная комедия
Импровизационная комедия — это жанр, в котором актёры создают диалоги в процессе актёрского мастерства. Он имеет историю известности в США, Великобритании и Австралии. До появления на телевидении комедийные программы уже присутствовали на радио. Некоторые из этих программ, включая «The Day Today» и «The Mary Whitehouse Experience», в конечном итоге перешли на телевидение. « Whose Line Is It Anyway?» была создана в 1988 году «The Comedy Store Players», студентами Майка Майерса по импровизации в Лондоне. Шоу начало вещание в Великобритании, после чего распространилось на США, а Дрю Кэри снялся в американской версии до ее отмены.
Некоторые ситкомы также могут использовать импровизацию при съёмках. У актеров шоу «Умерь свой энтузиазм» были общие резюме эпизодов, на которые можно было положиться, но они часто создавали свои собственные сюжеты, когда были перед камерой.

### Новостная комедия
Новостная комедия — это жанр, который привносит юмор в истории, публикуемые в основных новостях, создавая в основном вымышленные шутки, чтобы обобщить реальные события. Это распространенный способ для молодых людей узнать о политических новостях и событиях своего времени. Примеры программ: «The Daily Show» и «Weekend Update» в «Saturday Night Live». «The Daily Show» стало более известным, когда Джон Стюарт начал вести его в 1999 году. Отмеченное наградами шоу высмеивает политические события и кандидатов и привлекает корреспондентов для дальнейшего репортажа об этих событиях и людях. Во время президентских выборов в США 2000 года 435 000 молодых людей посмотрели вещание Стюарта, в то время как 459 000 смотрели традиционные новости. Несмотря на сатирический подход, журналисты заявили, что такие программы, как «The Daily Show» и «Weekend Update», всё ещё транслируют реальные новости, что гарантирует, что его продюсеры знают, как освещать эту новость таким образом, чтобы зрители могли получить знания.

### Стендап
Стендап-комики были основным продуктом разнообразия и ночных ток-шоу; ток-шоу, такие как «The Tonight Show», традиционно открываются комедийным монологом в исполнении ведущего программы. Телевизионный стендап достиг пика популярности благодаря программе канала ITV «Комики». Их стиль комедии был почти полностью сосредоточен в Великобритании в начале 1980-х годов, когда новое поколение стендапов бросило вызов тому, что они считали расистским и сексистским юмором, и произвело революцию в форме под баннерной альтернативной комедии. В США стендап-комедийные программы стали популярными на многих кабельных телевизионных каналах, начиная с середины 1980-х годов, так как такие шоу «кирпичной стены» (прозванные за стереотипное использование поддельной кирпичной стены в качестве фона) были дешёвыми в производстве и трансляции. Стендап-юмор позже имел смешанные состояния на маленьком экране, часто отталкивался до небольших часов или как часть более крупной развлекательной феерии.

### Игровое шоу
Некоторые игровые шоу могут дать гостям возможность выполнить стендап-комедию, чтобы выиграть раунд. Примеры этого жанра в Великобритании включают «Have I Got News For You», «8 Our of 10 Cats», «Mock the Week» и «Never Mind the Buzzcocks». В США это менее распространенный жанр, «Oblivious» является одним из немногих примеров. В Японии и Южной Корее комедийные игровые шоу чрезвычайно популярны.

### Комедийная драма
Комедийная драма — программа, которая сочетает драму и комедию, стремясь к значительно более реалистичному тону, чем обычные ситкомы. Эти программы снимаются с помощью однокамерной установки и представлены без смеха и обычно запускаются продолжительностью в час. Он может относиться к жанру телевизионных или радиодраматических сериалов. В этой категории есть различные поджанры, такие как медицинская комедийная драма: «МЭШ» и «Анатомия страсти»; юридическая комедийная драма: «Элли Макбил» и «Юристы Бостона»; и музыкальная комедийная драма: «Хор».

### Скетч-комедия
Скетч-комедии отличаются от ситкомов тем, что в них в основном не фигурируют повторяющиеся персонажи (хотя некоторые персонажи и сценарии могут повторяться) и часто опираются на текущие события и подчеркивают сатиру, а не на развитие персонажей. Скетч-комедия была впервые предложена Сидом Сизаром, чье «Your Show of Shows» дебютировало в 1950 году и установило много условностей жанра. Американская скетч-комедия достигла более позднего пика в середине 1970-х годов с дебютным выпуском «Saturday Night Live», первоначально варьете, но вскоре посвящённой в основном скетчам. В Великобритании двумя наиболее успешными примерами являются «Летающий цирк Монти Пайтона» и «Маленькая Британия».

### Мультфильм
Мультфильмы уже давно являются источником комедии на телевидении. Ранние детские программы часто перерабатывали театральные мультфильмы; позже низкобюджетная анимация, созданная специально для телевизионных субботних утренних сетевых программ в США.

## Влияние на общество

### Интерпретование аудитории
Телевизионная комедия описана медиа-ученым Бором как способ привести аудиторию к коллективному смыслу при просмотре широко просматриваемых программ в разных обществах. Один из конкретных способов сделать это — через смех. В то время как некоторые рассматривают смех как способы позволить зрителям беззаботно высмеивать персонажей, другие рассматривают его как способы ограничить зрителей только смехом в определенные моменты. Для последнего это также можно рассматривать как коллективный захват настоящего смеха зрителей, наблюдающих из дома.
Еще один аспект интерпретации аудитории комедии на телевидении относится к тому, как далеко заходят сценаристы, высмеивая персонажей или реальных людей. «Saturday Night Live» оказался в спорах, когда был выполнен скетч, имитирующий политика Дэвида Патерсона как за его политические способности, так и за слепоту. Это породило идею двух центральных форм юмора, которые будут использовать комедии: одна отдает приоритет самой шутке и тому, как она вызывает смех у аудитории,  другая же отдает приоритет личным характеристикам, которым актёр выдает себя за.

### Изменение норм на протяжении всей истории комедии
Комедия была телевизионным жанром, выдающимся для внедрения концепций, которые обычно не соответствуют соответствующим социальным нормам сериала. Одной из этих понятий является однополая близость. Появление этих сцен не было популярным в первые дни комедии, и в таких шоу, как «Розанна» и «Эллен», рейтинги могли быть изменены до TV-14 и в результате получить предупреждение о «зрелом контенте». Эллен Дедженерес вышла на своем шоу, хотя ABC отменил Эллен год спустя, а некоторые группы по защите прав геев протестовали против этого решения.
«Я люблю Люси» стал первым ситкомом, в котором была многоязычная пара. Люси была американкой и говорила по-английски, в то время как Рики был кубинцем и говорил по-испански.Отношения между супругами в ситкомах также менялись на протяжении всей истории. В более ранних шоу женщины совершали комичные ошибки, в то время как мужчины, имея больше доминирования, расстраивались из-за своих жён. Некоторые более поздние шоу, такие как «Король Квинса», будут играть противоположные роли, при этом мужские персонажи будут совершать больше ошибок, в то время как их более искушённые жены расстраивались из-за своих мужей за свои действия.